# Roshel
Roshel ist in Mississauga, westlich von Toronto, in der Provinz Ontario, ein kanadischer Hersteller von geschützten Fahrzeugen, Panzerfahrzeuge, Werttransporter mit dem Schwerpunkt gepanzerte Personentransporter (APC).
Roman Shimonov, von Israel nach Kanada ausgewandert, vormals Vice-Präsident für Marketing und Geschäftsentwicklung bei INKAS, einem Hersteller von gepanzerten Fahrzeugen, gründete 2016 die Roshel Inc. in einem Industriegebiet der Großstadt Mississauga, eine Fabrik zur Herstellung von gepanzerten Hightech-Mehrzwecktransportern. Unter der Marke Roshel Senator lief 2018 der erste Personentransporter (APC) vom Band. Gebaut wird auf der Basis des großen Ford F 350 Pick-up.
Kunden von Roshel sind das Ministerium für Innere Sicherheit der Vereinigten Staaten, das Außenministerium der Vereinigten Staaten, die NASA, die United States Customs and Border Protection, das kanadische Department of National Defence, das kanadische Sicherheitsunternehmen GardaWorld, Brink’s und weitere.

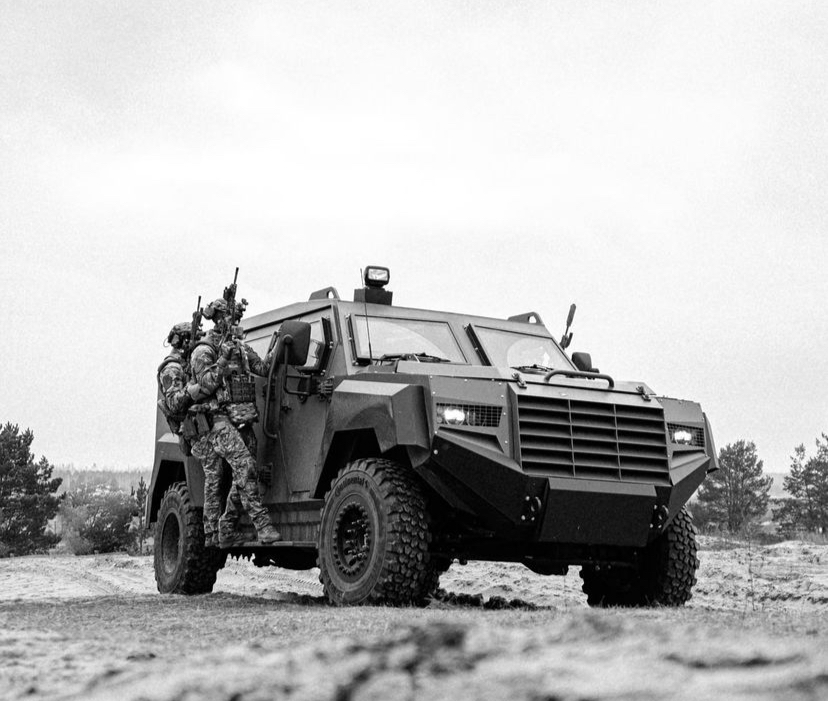
Roshel Senator APC
Einsatz Ukraine (2023)

Die kanadische Regierung spendete nach dem russischen Überfall auf die Ukraine 2022 acht Roshel Senator APC an die ukrainischen Bodentruppen. Die Personentransporter haben einen 6,7-Liter-Diesel-V8 mit 350 PS. Die aktuelle Version verfügt über 450 PS.
Am 18. Januar 2023 kündigte die kanadische Regierung eine weitere Spende in Höhe von $ 90 Million für zusätzliche 200 Roshel Senator APCs an.
Das Roshel-Werk in Mississauga arbeitet derzeit zwei Schichten, sieben Tage die Woche und kann (01/2023) pro Tag zwei Roshel Senator APC produzieren. Geplant ist im Jahr 2023 mindestens 1000 Panzerwagen herzustellen.

## Produkte
- Roshel Senator